# 李集镇 (睢宁县)
李集镇，是中华人民共和国江苏省徐州市睢宁县下辖的一个乡镇级行政单位。

## 行政区划
李集镇下辖以下地区：
东圩社区、西圩社区、花厅社区、轴山村、张刘村、一里王村、大周村、李潘圩村、王铺村、柳圩村、郝庄村、徐厂村、三里村、庄河村和袁肖村。